# Virginian (Schiff, 1905)
Das „Royal Mail Ship“ RMS Virginian war ein 1905 in Dienst gestellter Transatlantikdampfer der britisch-kanadischen Reederei Allan Line, der im Passagier- und Postverkehr zwischen Kanada und Großbritannien eingesetzt wurde. Sie und ihr Schwesterschiff Victorian waren die ersten Ozeandampfer, die von Turbinen angetrieben wurden. Von 1920 bis 1948 fuhr sie unter dem Namen Drottningholm für die Svenska Amerika Linien. Danach wurde sie erneut verkauft und schließlich 1955 in Triest (Italien) verschrottet.

## Ozeandampfer der Allan Line
Das 10.757 BRT große Turbinenschiff Virginian wurde auf der Werft Alexander Stephen and Sons in Glasgow gebaut und lief am 22. Dezember 1904 vom Stapel. Sie und ihr baugleiches Schwesterschiff, die bei Workman, Clark in Belfast gebaute Victorian (10.629 BRT) waren die ersten Transatlantikdampfer mit Turbinenantrieb und mit drei Schiffsschrauben. Die 158,62 Meter lange und 18,38 Meter breite Virginian war aus Stahl konstruiert und hatte einen Schornstein, zwei Masten und drei Decks. Sie war mit drei Parsons-Turbinen ausgestattet, die eine Leistung von 13.200 PS hatten, und eine Reisegeschwindigkeit von 18 Knoten ermöglichen. Die Virginian hatte eine Passagierkapazität von 426 Reisenden in der Ersten, 286 in der Zweiten und 1000 in der Dritten Klasse.
Am 6. April 1905 lief die Virginian in Liverpool zu ihrer Jungfernfahrt nach Saint John (New Brunswick) aus. Bereits zwei Monate nach Indienststellung stellte sie einen neuen Geschwindigkeitsrekord auf der Kanadaroute auf, als sie die Strecke zwischen Kap Race (Neufundland) und Moville (Irland) in vier Tagen und vier Stunden bewältigte. Im September 1905 lief sie bei Cape St. Charles im Sankt-Lorenz-Strom auf Grund, da der Rauch eines Waldbrandes der Schiffsführung die Sicht genommen hatte.
In der Nacht vom 14. auf den 15. April 1912 gehörte die Virginian unter dem Kommando von Kapitän J. T. Gambell zu den Schiffen, die im Funkkontakt mit der Titanic standen. Am Morgen nach dem Untergang meldete die Zeitung Christian Science Monitor fälschlicherweise, die Carpathia der Cunard Line und die Parisian der Allan Line hätten alle Titanic-Passagiere aufgenommen und die Virginian schleppe das havarierte Schiff nun nach New York. Tatsächlich war die Virginian jedoch 178 Seemeilen entfernt und traf erst nach dem Untergang der Titanic am Unglücksort ein.
Auf dieser Route blieb sie neun Jahre lang, bis sie ab dem 3. Juni 1914 als Ersatz für die gesunkene RMS Empress of Ireland deren Route von Liverpool nach Quebec und Montreal übernahm. Nach Ausbruch des Ersten Weltkriegs wurde sie im Herbst 1914 auf der Rückfahrt nach England erstmals zum Transport von Truppen der Canadian Expeditionary Force genutzt. Im Oktober 1914 vollendete sie eine weitere Überfahrt im regulären Passagierdienst nach Europa, wobei sie Margaret Sanger an Bord hatte, die unter dem Pseudonym „Bertha L. Watson“ vor ihrer Verhaftung aus Kanada flüchtete. Anschließend wurde sie als bewaffneter Hilfskreuzer (Armed Merchant Cruiser) verwendet.
Am 21. August 1917 wurde das Schiff nordwestlich von Tory Island vor der Nordwestküste Irlands von dem deutschen U-Boot U 102 torpediert, aber nicht versenkt. Drei Menschen kamen bei dem Angriff ums Leben. Noch im selben Jahr fiel sie unter das Liner Requisition Scheme und wurde anschließend der Canadian Pacific Line übergeben, die die Allan Line aufgekauft hatte. Ab dem 16. September 1918 wurde sie wieder auf der Route von Liverpool nach Quebec und Montreal eingesetzt. Im Dezember 1918 wurde sie in Glasgow generalüberholt.

## Als Schwedisches Passagierschiff

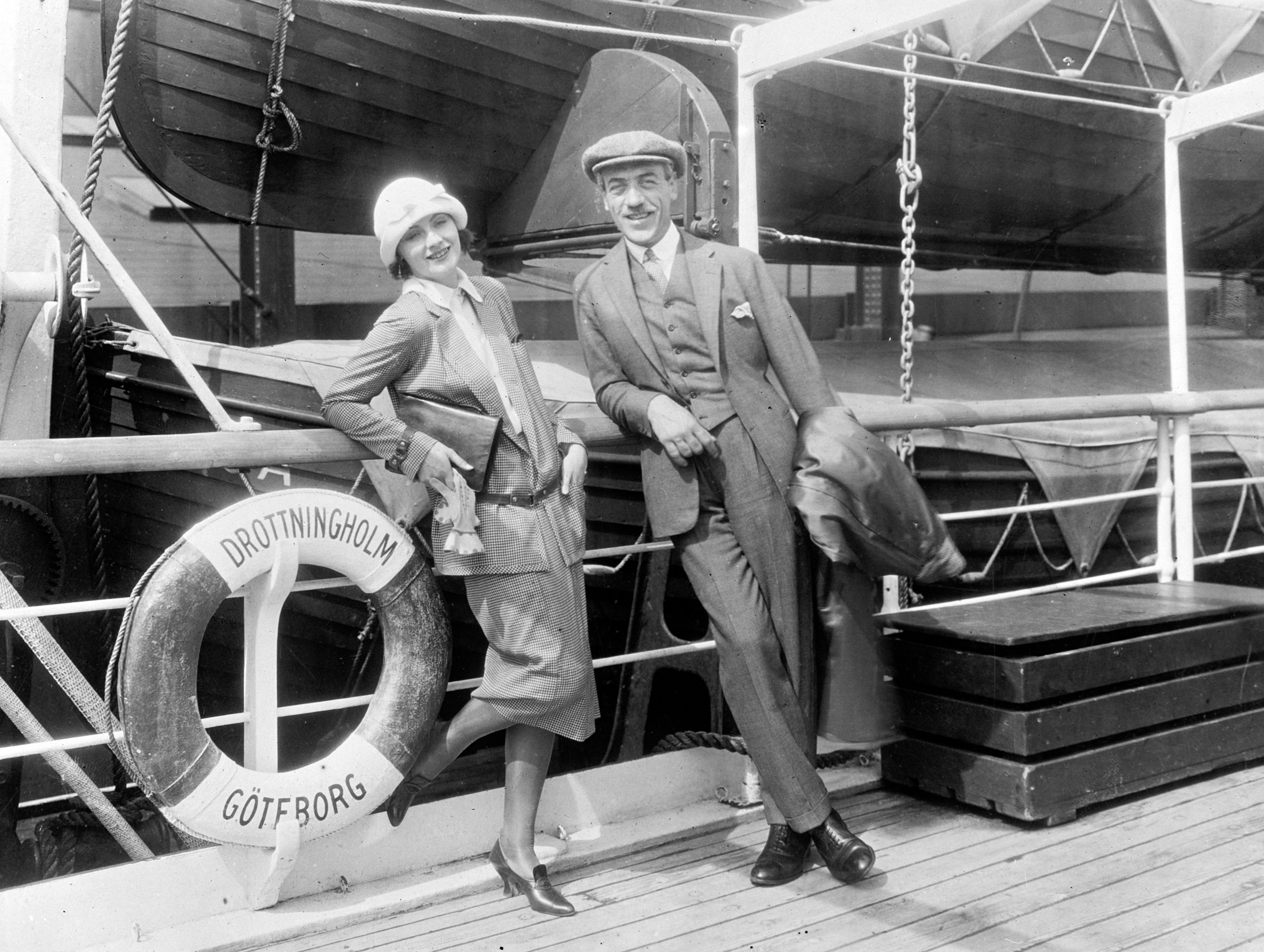
Greta Garbo und Mauritz Stiller an Bord der SS Drottningholm auf dem Weg in die USA (1925)

Am 22. Februar 1920 fuhr die Virginian nach Göteborg, wo sie für die 1915 gegründete Svenska Amerika Linien umgerüstet wurde. Die Tonnage erhöhte sich dadurch auf 11.182 BRT. Am 29. Mai 1920 lief das Schiff unter dem neuen Namen Drottningholm zu seiner ersten Fahrt von Göteborg nach New York aus. Auf dieser Strecke wurde es in den folgenden Jahren genutzt. 1922 wurde sie in Stockholm bei De Laval mit neuen ölbetriebenen Turbinen ausgestattet und 1925 wurde die Passagierkapazität auf 532 Passagiere in der Kabinenklasse und 854 in der Dritten Klasse umgestaltet. 1930 erfolgte eine weitere Aktualisierung auf Kabinen-, Touristen- und Dritte Klasse.
Am 7. März 1940 legte die Drottningholm zu ihrer letzten regulären Überfahrt von Göteborg nach New York ab. Bis 1946 diente sie dem Internationalen Komitee vom Roten Kreuz für den Verwundeten- und Gefangenenaustausch der Kriegsparteien im Zweiten Weltkrieg. Am 27. März 1946 nahm sie den Linienverkehr auf ihrer Vorkriegsroute nach New York wieder auf. Ihre letzte Fahrt auf der Route fand im Februar 1948 statt. Sie hatte 440 Überfahrten für die Swedish American Line absolviert.

## Späte Jahre und Ende
Am 8. April 1948 trat das Schiff seine erste Fahrt für die 1946 gegründete italienische Reederei Mediterranean Lines Inc. (Home Lines) an, die ihren Sitz in Genua hatte, deren Schiffe aber in Panama registriert waren. Unter dem Namen Brasil pendelte es fortan zwischen Genua und Südamerika. Ab dem 1. Mai 1950 fuhr das Schiff von Genua über Neapel nach Halifax und New York, wobei auch Piräus, Malta und Cannes angesteuert wurden.
1951 kam es wieder zu Umbauten, in deren Folge sich die Tonnage auf 10.043 BRT verringerte. Das Schiff bekam den neuen Namen Homeland und beförderte fortan 96 Passagiere in der Ersten und 846 in der Touristenklasse. Bis März 1952 pendelte das Schiff zwischen Hamburg, Cherbourg, Southampton, Halifax und New York. Danach war die Homeland bis Oktober 1954 wieder im Mittelmeerdienst eingesetzt.
Im Februar 1955 wurde das 50 Jahre alte Schiff in Triest abgewrackt.